# بكفرد (تشيشير)
بكفرد (بالإنجليزية: Backford)‏ هي قرية وأبرشية مدنية تقع في المملكة المتحدة في إنجلترا. يقدر عدد سكانها بـ 109 نسمة .